# Parque metropolitano de La Habana

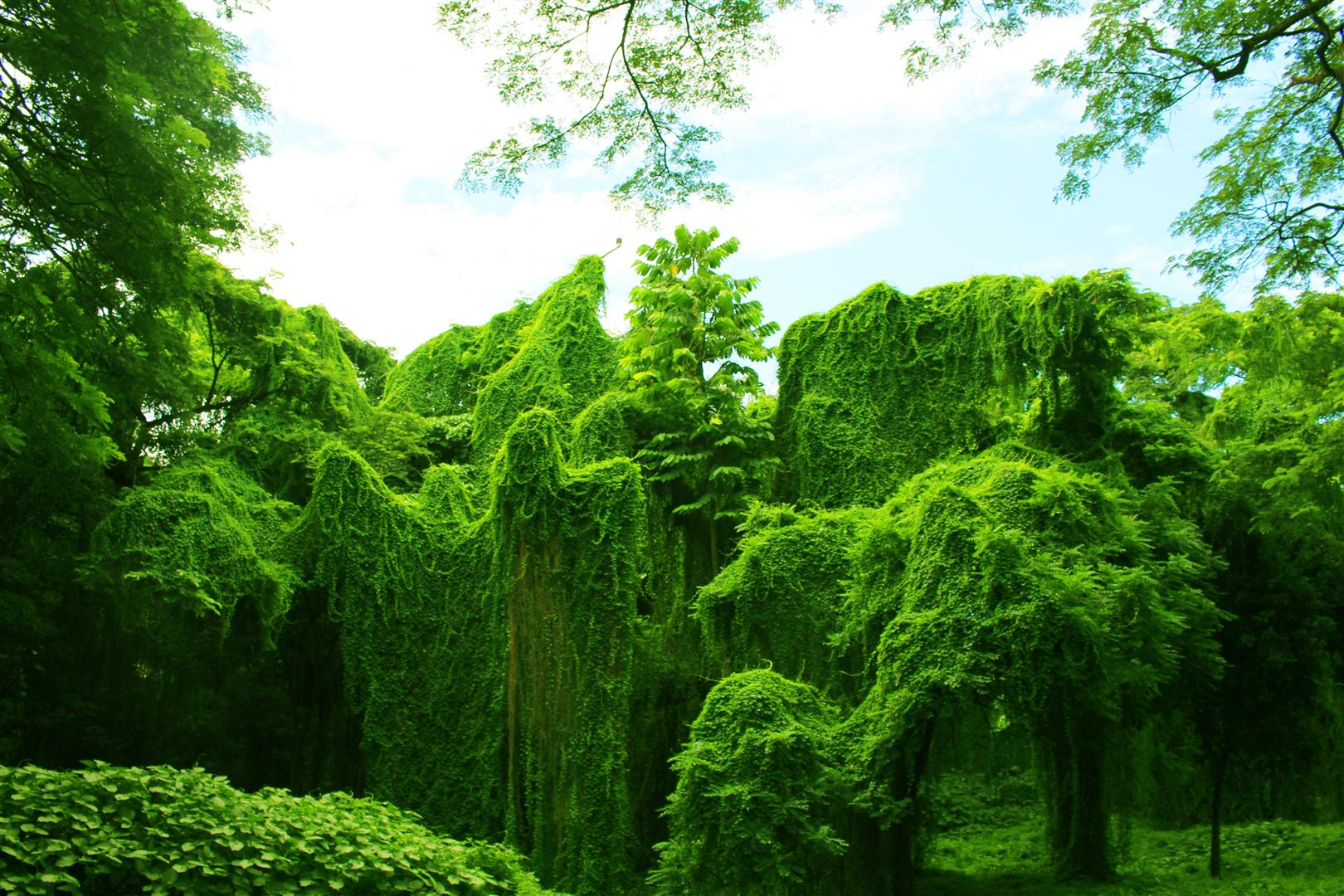
Los árboles cubiertos de enredaderas son típicos del parque.

El Parque Metropolitano de La Habana, que en ocasiones recibe el aditivo de "Gran", es una zona verde de la capital de Cuba, el cual fue inaugurado el 29 de septiembre de 1989 por Fidel Castro.

## Localización
El parque está enclavado en el curso final del río Almendares entre los municipios de Playa y Plaza en La Habana. Por lo que su localización, lo sitúa en la zona de transición entre el centro de la ciudad (El Vedado) y los suburbios residenciales (Miramar). Las más de 700 hectáreas del Gran Parque están distribuidas entre el Jardín Botánico, el Parque Almendares, los Jardines de la Tropical y La Polar, además de la Loma del Husillo.

## Características
A diferencia de otros lugares similares de Cuba y el mundo, este "pulmón verde" acoge a más de 20 000 personas que lo habitan en barrios como El Husillo, Puentes Grandes o La Guayaba, lo que hace que estas personas tengan que tener especial atención a su mantenimiento y cuidado.

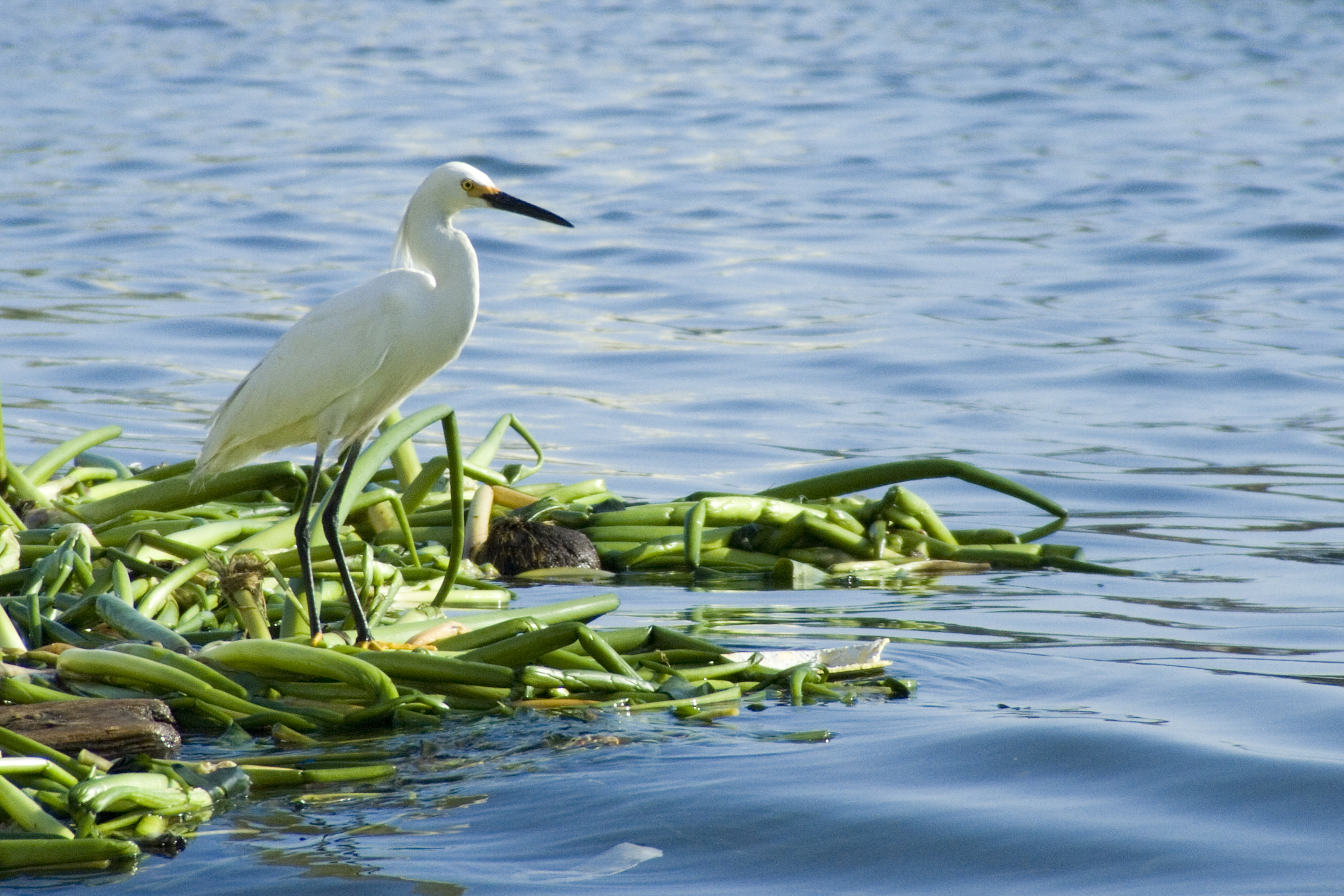
Garza blanca posada sobre unos juncos cerca de la desembocadura del río.

A lo largo del Parque o en sus alrededores se ubican más de 230 centros de diferentes tipos y tamaños, industrias, hospitales, cafeterías y escuelas, ya que el río Almendares y sus afluentes, atraviesan algunos lugares de los municipios capitalinos del Cerro, Plaza de la Revolución y Playa.

## Conservación
Al combinar las influencias de los turistas, con las de sus propios habitantes la dirección administrativa del parque realiza numerosas tareas de educación ambiental, además del manejo en plantas de tratamiento de los residuales líquidos y sólidos, que han hecho que el río se recupere de la intensa contaminación de décadas pasadas. Lo que ha hecho que la flora y fauna acuática se recupere, aunque a un paso más lento que la ya visiblemente restaurada vegetación y fauna terrestres.